# Pieter Beelaerts van Blokland
Jonkheer Pieter Adriaan Cornelis Beelaerts van Blokland (Heerjansdam, 8 december 1932 – Utrecht, 22 september  2021) was een Nederlands politicus en openbaar bestuurder. Hij was onder meer minister van Volkshuisvesting, Ruimtelijke Ordening en Milieubeheer (1977-1981) en  commissaris van de Koningin in de provincie Utrecht (1985-1998).

## Familie
Beelaerts was een telg uit het Dordtse regentengeslacht Beelaerts. Hij was een zoon van burgemeester jonkheer Vincent Pieter Adriaan Beelaerts van Blokland (1889-1970) en jonkvrouwe Françoise Anna Maria Emelia Andréa Beelaerts van Blokland (1901-1985). Hij trouwde in 1961 met Ulrica Catharina barones Bentinck (1935-2018), met wie hij drie kinderen kreeg. Hij hertrouwde in 1993 uit welk huwelijk geen kinderen werden geboren.

## Loopbaan
Beelaerts doorliep na zijn studie sociale geografie en planologie aan de Universiteit Utrecht een burgemeestersloopbaan en werd, als deskundige op het gebied van de ruimtelijke ordening, minister van Volkshuisvesting, Ruimtelijke Ordening en Milieubeheer in het eerste kabinet-Van Agt (1977-1981). Bij zijn aantreden werd hij in NRC Handelsblad gekenmerkt als "niet een van de meest vooruitstrevende figuren". Tijdens zijn ministerschap werd de 'Verstedelijkingsnota' behandeld die de aanzet gaf tot ontwikkeling van groeikernen als Alphen aan den Rijn, Lelystad en Hoorn. Beelaerts van Blokland kreeg vanwege zijn bouwbeleid veel kritiek te verduren van politieke tegenstanders als Marcel van Dam en Hans Kombrink (beiden PvdA).
Na zijn ministerschap werd Beelaerts verkozen tot Tweede Kamerlid (hij behoorde tot het CDA, bloedgroep CHU), maar oefende deze functie slechts van 10 juni tot 8 september 1981 uit. Hij werd opnieuw burgemeester, in Apeldoorn, en van 1985 tot 1998 was hij commissaris van de Koningin in de provincie Utrecht.
In 1995 werd hij voorzitter van Railforum Nederland, een vereniging uit het bedrijfsleven die het railvervoer bevordert.
In 1997 werd als geschenk naar aanleiding van zijn afscheid als commissaris van de Koningin het Bloklandfonds in het leven geroepen. Dit reikt jaarlijks een prijs en erepenning uit aan een organisatie die op bijzondere wijze natuur, cultuur en historie weet te binden en verbinden.
Na 2000 bleef Beelaerts actief in de Nederlandse afdeling van de Universal Peace Federation, een non-gouvernementele organisatie opgericht door de omstreden spirituele leider Sun Myung Moon.
Sinds 20 september 2014 was hij voorzitter van de Stichting Beelaerts van Blokland Hagen die het algemeen belang van het kasteel De Kelder in Doetinchem als doel heeft.